# 貝茲旅館 (電影)
《貝茲旅館》（英語：Bates Motel）是一部1987年美國喜劇恐怖電視電影，根據「驚魂記」而製成的外傳。主演是巴德·寇特、洛瑞·配第、莫塞斯·岡恩和傑森·貝特曼。本片於1987年7月5日在《NBC星期一電影》上首播。
本片講述Alex West，是一名精神失常的青年人，他在殺死他的虐待狂繼父後被送入精神病院。他在那裡與諾曼·貝茲交朋友，其後更接手了貝茲旅館。本片最初是被提議製作成電視劇的試播集，但沒有被電視網買下。

## 演員
- 巴德·寇特（英语：Bud Cort） 飾演 Alex West
- 洛瑞·配第（英语：Lori Petty） 飾演 Willie
- 莫塞斯·岡恩（英语：Moses Gunn） 飾演 Henry Watson
- 格雷格·亨利（英语：Gregg Henry） 飾演 Tom Fuller
- Khrystyne Haje（英语：Khrystyne Haje） 飾演 Sally
- 傑森·貝特曼 飾演 Tony Scotti
- Kerrie Keane（英语：Kerrie Keane） 飾演 Barbara Peters
- 羅伯特·皮卡多 飾演 Dr. Goodman
- 李·迪·布魯克斯（英语：Lee de Broux） 飾演 警長
- Kurt Paul（英语：Kurt Paul） 飾演 諾曼·貝茲（英语：Norman Bates）
- Martha Frumkin 飾演 Dr. Phillip
- Rick Lieberman 飾演 建築師
- Timothy Fall 飾演 Terry Miller
- Kelly Ames 飾演 Beth
- 彼得·道布森（英语：Peter Dobson） 飾演 Billy Parks
- Paula Irvine（英语：Paula Irvine） 飾演 Rebecca
- Greg Finley 飾演 the Attorney
- Nat Bernstein 飾演 推銷員
- 佐治·巴克·佛洛爾（英语：George Buck Flower） 飾演 流浪漢
- Carmen Filpi（英语：Carmen Filpi） 飾演 Buddy
- Gary Ballard 飾演 牧師
- Andy Albin 飾演 Mr. Yokes
- Dolores Albin 飾演 Mrs. Fisher
- 羅伯特·阿克塞爾羅（英语：Robert Axelrod (actor)） 飾演 羊皮推銷員
- 克雷格·理查德·尼爾森（英语：Craig Richard Nelson） 飾演 The Funeral Director

## 外部連結
- 互联网电影数据库（IMDb）上《貝茲旅館》的资料（英文）